# Objectif rail
Objectif rail, sous-titré : Et le train devient spectacle, est un magazine français consacré au chemin de fer réel et originellement orienté vers la photographie ferroviaire, d'où son nom.

## Caractéristiques
Le magazine imprimé en quadrichromie est bimestriel et compte généralement moins d'une centaine de pages. Il ne s'intéresse qu'aux trains réels, et non au modélisme ferroviaire. Plusieurs hors-série paraissent également chaque année.
Le premier numéro d'Objectif rail est paru en janvier 2004. En 2012, Objectif rail fusionne avec L.S. Magazine. La fusion est effective à partir du no 51 d'Objectif rail et du no 13 de L.S. Magazine. En avril 2013, les abonnés d'Objectif rail reçoivent un courrier indiquant la rupture : les deux publications redeviennent indépendantes. Le sous-titre Le Spectacle réel & miniature adopté durant cette fusion disparaît, laissant la place au sous-titre d'origine. Pascal Bejui fait partie des créateurs du magazine.

## Équipe de rédaction
Jean-Luc Tesson en est le directeur de publication et Philippe Morel en est le rédacteur en chef.